# Michel-Ange Duquesne de Menneville

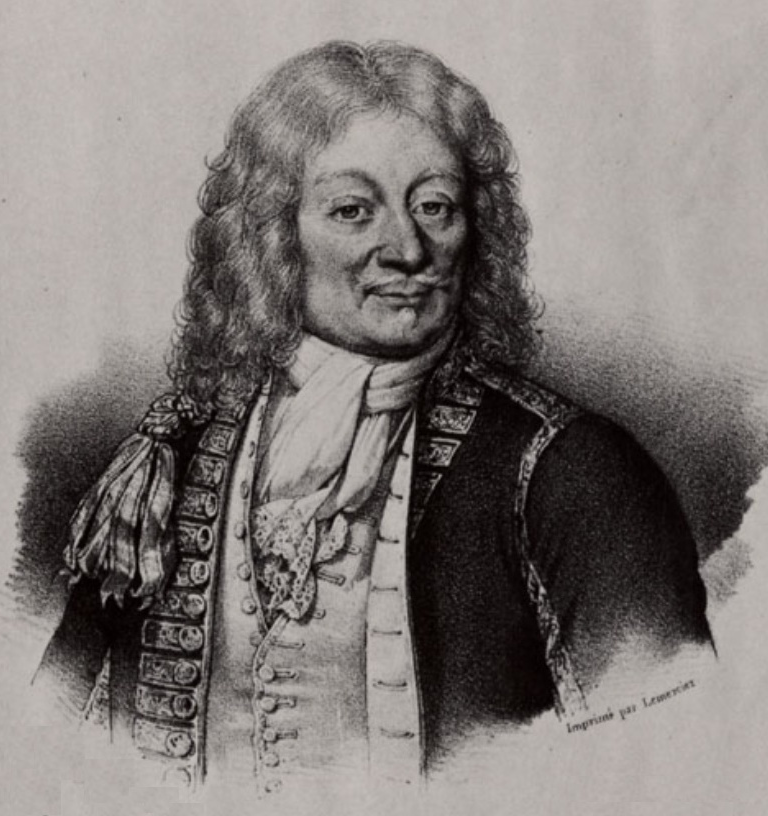
Michel-Ange Duquesne de Menneville

Michel-Ange Duquesne de Menneville, Marquis Duquesne (auch Du Quesne; * um 1700 in Toulon; † 17. September 1778 in Antony) war ein französischer Marineoffizier und von 1752 bis 1755 amtete er als Generalgouverneur von Neufrankreich. Nach seiner Rückkehr ins Mutterland war er Konteradmiral im Siebenjährigen Krieg.

## Laufbahn

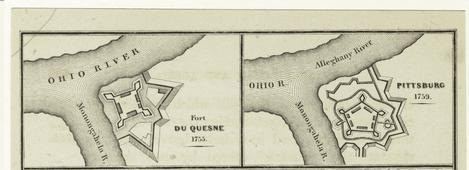
Pittsburgh wurde unter dem Namen Fort Du Quesne gegründet

Er war Sohn von Abraham Duquesne-Monnier, einem Konteradmiral und seinerseits Neffe des berühmten Admirals Abraham Duquesne. Wie schon sein Vater und sein Onkel trat der junge Duquesne in die königliche Marine ein, wo er 1749 zum Capitaine de vaisseau befördert wurde.
Vom Juli 1752 bis zum 10. Juli 1755 war Duquesne als Nachfolger von Jacques-Pierre de Taffanel de La Jonquière Generalgouverneur von Neufrankreich und residierte in der Stadt Québec im Château Saint-Louis. Bekannt wurde er 1754 durch sein Eingreifen im Franzosen- und Indianerkrieg, der 1756 mit dem Einritt Großbritanniens und weiteren europäischen Mächten im Siebenjährigen Krieg aufging. 1754 wurde am Zusammenfluss der beiden Flüsse Allegheny und Monongahela, die ab hier den Ohio River bilden, die Festung Fort Duquesne errichtet, die später durch Fort Pitt und schließlich von Pittsburgh abgelöst wurde. Duquesne, der fest entschlossen war Kanada und Neufrankreich der französischen Krone zu erhalten, ließ neben Fort Du Quesne weitere Festungen errichten darunter Fort Le Boeuf und Fort Machault. 1755 wurde er als  Gouverneur von Pierre de Rigaud abgelöst und ins Mutterland zurückbeordert. Die nach seinem Namen benannte Festung fiel bereits 1758 an die Briten.
In Frankreich wurde Duquesne 1755 das Kommando über das Geschwader von Toulon übertragen und ab 1757 befehligte er die französische Mittelmeerflotte. In dieser Funktion erhielt er den Auftrag eine französische Schiffsexpedition nach dem kanadischen, von den Briten belagerten Louisbourg zu eskortieren. Doch wurde Duquesnes Geschwader noch im Mittelmeer von der in Gibraltar stationierten britischen Flotte aufgebracht. Die darauf eingeleitete Flucht zum neutralen, spanischen Hafen Cartagena misslang; zwei französische Schiffe, darunter das Flaggschiff Foudroyant konnten vom britischen Admiral Henry Osborn in der Schlacht von Cartagena im Jahre 1758 eingenommen werden. Die Enterung der Foudroyant war für die Briten auch ein symbolischer Erfolg, da der französische Seeoffizier Roland-Michel Barrin de La Galissonière mit ihr 1756 die englische Flotte unter dem britischen Admiral John Byng in der Seeschlacht von Menorca geschlagen hatte. Die Versorgung von Louisbourg war nun nicht mehr gewährleistet und fiel noch im selben Jahr an die Briten.
Duquesne wurde 1772 mit der Beförderung zum Lieutenant-général des armées navales und dotiert mit einer Leibrente von 6.000 Livres aus der Marine verabschiedet. Er verstarb am 17. September 1778 in Antony im heutigen Département Hauts-de-Seine.

„Er war überdurchschnittlich groß, gut gebaut und geistreich. Er war stolz bis zum Hochmut und ertrug es nicht, wenn Befehlsmissachtung ungeahndet blieb. […] Von Haus auf nicht wohlhabend, war er beflissen Reichtum zu erwerben, allerdings nie auf eine gierige Art und Weise. Nicht hoch genug zu würdigen sind seine Verdienste.“

## Reminiszenzen
- In der kanadischen Provinz Québec wurde der Verwaltungsbezirk Canton Duquesne nach ihm benannt.
- Die private, katholische Duquesne University (Duquesne University of the Holy Ghost) in Pittsburgh wurde 1911 im Gedenken, dass er die katholische Liturgie nach Pittsburgh brachte, zu seinen Ehren umgetauft.
- Die algerische Stadt Kaous in der Provinz Jijel trug unter der französischen Kolonialherrschaft bis 1962 seinen Namen.
- Fort Duquesne ist nach ihm benannt.
- Duquesne Brewing Company